# Game of Thrones (sæson 7)
I Modsætning til tidligere sæsoner, der alle bestod af ti episoder, vil den syvende sæson kun bestå af syv episoder. Serien er tilpasset til tv af David Benioff og D. B. Weiss og bygger på George R.R. Martins romanserie, A Song of Ice and Fire.
HBO bestilte den syvende sæson d. 21. april 2016. Det var blot tre dage før premieren på seriens sjette sæson. Holdet begyndte at filme d. 31. august 2016, og sæsonen blev filmet primært i det Nordlige Irland, Spanien, og Island.
Game of Thrones har mange betydelige roller, som spilles af Peter Dinklage, danske Nikolaj Coster-Waldau, Lena Headey, Emilia Clarke og Kit Harington. Sæsonen vil introducere flere nye cast-medlemmer, herunder Jim Broadbent og Tom Hopper.

## Episoder
| Nr. i serie | Nr. i sæson | Titel                     | Instrueret af  | Skrevet af                  | U.S. seere (millioner) |     |
| ----------- | ----------- | ------------------------- | -------------- | --------------------------- | ---------------------- | --- |
| 61          | 1           | "Dragonstone"             | Jeremy Podeswa | David Benioff & D. B. Weiss | 16. juli 2017          | TBD |
| 62          | 2           | "Stormborn"               | Mark Mylod     | Bryan Cogman                | 23. juli 2017          | TBD |
| 63          | 3           | "The Queen's Justice"     | Mark Mylod     | David Benioff & D. B. Weiss | 30. juli 2017          | TBD |
| 64          | 4           | "The Spoils Of War"       | Matt Shakman   | David Benioff & D. B. Weiss | 6. august 2017         | TBD |
| 65          | 5           | "Eastwatch"               | Matt Shakman   | Dave Hill                   | 13. august 2017        | TBD |
| 66          | 6           | "Beyond The Wall"         | Alan Taylor    | David Benioff & D. B. Weiss | 20. august 2017        | TBD |
| 67          | 7           | "The Dragon And The Wolf" | Jeremy Podeswa | David Benioff & D. B. Weiss | 27. august 2017        | TBD |

## Rolleliste

### Hovedroller
- Peter Dinklage som Tyrion Lannister[2][3]
- Nikolaj Coster-Waldau som Jaime Lannister[2]
- Lena Headey som Cersei Lannister[2]
- Kit Harington som Jon Snow[2]
- Emilia Clarke som Daenerys Targaryen[2]
- Aidan Gillen som Petyr "Littlefinger" Baelish[4]
- Liam Cunningham som Davos Seaworth[5]
- Carice van Houten som Melisandre[5]
- Indira Varma som Ellaria Sand[6]
- Sophie Turner som Sansa Stark[7]
- Nathalie Emmanuel som Missandei[7]
- Rory McCann som Sandor "The Hound" Clegane[8]
- Maisie Williams som Arya Stark[9]
- Conleth Hill som Varys[7]
- Alfie Allen som Theon Greyjoy[10]
- John Bradley som Samwell Tarly[7]
- Gwendoline Christie som Brienne of Tarth[11]
- Kristofer Hivju som Tormund Giantsbane[12]
- Isaac Hempstead Wright som Bran Stark[7]
- Jerome Flynn som Bronn[13]
- Iain Glen som Jorah Mormont[14]
- Hannah Murray som Gilly[7]

### Gæsteroller
- Diana Rigg som Olenna Tyrell[15]
- Gemma Whelan som Yara Greyjoy[16]
- Josephine Gillan som Marei[17]
- Hafþór Júlíus Björnsson som Gregor Clegane[18]
- Jessica Henwick som Nymeria Sand[19]
- Rosabell Laurenti Sellers som Tyene Sand[6]
- Pilou Asbæk som Euron Greyjoy[20]
- Bella Ramsey som Lyanna Mormont[12]
- Jacob Anderson som Grey Worm[21]
- Daniel Portman som Podrick Payne[22]
- Tim McInnerny som Robett Glover[23][24]
- Rupert Vansittart som Yohn Royce[25]
- Ellie Kendrick som Meera Reed[26]
- Ben Crompton som Eddison Tollett[27]
- Richard Rycroft as Maester Wolkan[28]
- Tom Hopper som Dickon Tarly[29]
- Jim Broadbent som Archmaester Marwyn[30][31]
- Mark Gatiss som Tycho Nestoris[32]
- Ed Sheeran[33]